# Keith Bakker
Keith Benjamin Bakker (New York, 24 november 1960 – 7 april 2025) was een Amerikaans-Nederlands hulpverlener in de geestelijke gezondheidszorg. Bakker, die vanwege zijn eigen verslavingsproblematiek werd gezien als ervaringsdeskundige op dit gebied, verwierf in Nederland bekendheid met het openen van de afkickkliniek Smith & Jones in 2004 en zijn bijdrage aan tv-programma's als Spuiten en slikken, Van etter tot engel en Family Matters.
Eind 2010 kwam Bakker in opspraak nadat vrouwelijke ex-cliënten hem beschuldigden van seksueel misbruik. Op 20 april 2012 werd hij hiervoor veroordeeld tot een vijfjarige gevangenisstraf. In september 2014 kwam hij vrij. In een nieuwe zedenzaak werd hij op 3 maart 2021 veroordeeld tot 4,5 jaar cel. In hoger beroep werd dit 1,5 jaar, waardoor hij in juli 2022 weer vrijkwam.

## Biografie

### Verslaving
Keith Bakker, die zowel de Amerikaanse als de Nederlandse nationaliteit had, groeide op in Westport in de Amerikaanse staat Connecticut als zoon van een uit Nederland geëmigreerde zakenman. Zijn vader was alcoholist en het gezinsleven was niet stabiel. Bakker kwam als tiener in aanraking met drank en drugs. Op zijn achttiende verjaardag gebruikte hij voor het eerst heroïne. In de jaren tachtig werkte hij als roadie op de tournee van popartiesten als Michael Jackson, Bruce Springsteen en Prince. In 1985 kwam Bakker naar Amsterdam. Dit was het begin van een periode van verslaving. Hij belandde in allerlei situaties waarvan hij eerder had gezegd dat het hem niet zou overkomen: onder bruggen slapen, toeristen geld aftroggelen en eten zoeken in vuilnisbakken. Ook liep hij een hiv-infectie op bij het gebruik van een besmette injectienaald. Bakker verklaart zijn vatbaarheid voor verslaving zelf vanuit genetische overdracht hoewel hij ook denkt dat een deel ervan 'aangeleerd' is.
Pogingen om af te kicken strandden, onder meer omdat hij niet bij de Jellinekkliniek terecht kon. Begin 1989 liet hij zich op advies van zijn moeder arresteren door een paar autoruiten in te slaan. Hiermee zou een weg naar opname worden geopend. Hij voerde zijn poging zo ver door dat hij bij de rechtszaak de politierechter met de vernieling van haar privébezit dreigde als deze hem zou laten gaan en niet zou veroordelen.
In 1989 kwam een werker van de christelijke organisatie Jeugd met een Opdracht in contact met hem. Bakker zag deze man aanvankelijk als een manier om 'een broodje te krijgen' en liet hem zijn gang gaan. Ondanks het feit dat hij zich een ‘project’ van deze Amerikaan voelde, achtte hij diens geloof authentiek en na enige tijd kwam Bakker zelf ook tot geloof. Een aantal maanden later was hij tevens clean. Daarna trouwde hij en werd manager in de muziekindustrie.
In 1996 viel Bakker terug in zijn verslaving aan harddrugs. Hij ging voor een behandeling naar de Jellinekkliniek. Ook had hij contact met de GGD Amsterdam. Laatstgenoemde instantie bood hem een programma van heroïneverstrekking aan, aangezien Bakker in hun ogen weinig andere mogelijkheden had. In juli 1998 nam hij onder een brug een overdosis drugs waardoor hij een hartaanval kreeg. Hij kwam in een ziekenhuis terecht en volgde in een Schotse kliniek afkicktherapie volgens het Minnesotamodel. In augustus 1998 was hij weer clean waarna hij besloot om anderen met verslavingsproblematiek te gaan helpen.

### Hulpverlener, vanaf 2004
Bakker opende in 2004 de afkickkliniek Smith & Jones in Nederland, naar eigen zeggen onder meer uit onvrede met de bestaande afkickcentra. Met zijn werk verwierf hij bekendheid. Zijn klinieken richtten zich niet op straatjunks maar op 'normale mensen met een baan' met een verslaving aan bijvoorbeeld alcohol, drugs of videogames. Eén centrum bevond zich in Amsterdam en richtte zich op de afkickfase, het andere stond in Wassenaar en bereidde afgekickte cliënten voor op een terugkeer in de maatschappij.
Bakker begon in dezelfde periode ook op televisie bekendheid te vergaren als 'ex-junk en verslavingsgoeroe' en was in het tv-seizoen 2005-2006 te gast in tien afleveringen van het BNN-programma Spuiten en slikken. Ook was hij als coach van probleemjongeren te zien in de reality-series Van etter tot engel (2006) en Family Matters (2008 en 2009). In 2008 verscheen tevens het boek Pushing the Limits: het leven van Keith Bakker, waarin Bakkers verhaal op romanwijze beschreven wordt door Leon Verdonschot.
Eind 2009 vertelde Keith Bakker in een interview met de NCRV dat zijn doel met Smith & Jones was bereikt, namelijk het twaalfstappenprogramma dat hij zelf heeft gevolgd in Schotland introduceren in Nederland. Hij besloot om Smith & Jones op termijn te sluiten; de oude kliniek van Smith & Jones werd gesloten en er werd een nieuwe geopend.
In september 2010 kwam er een abrupt einde aan Bakkers directeurschap bij Smith & Jones. Directe aanleiding was een conflict over de huur van de huisvesting van zijn kliniek dat hij had met de verhuurder. Bakker kondigde vervolgens aan te gaan werken in een nieuwe verslavingskliniek in Londen.
In februari 2011 werd door de rechtbank van Amsterdam het faillissement uitgesproken over de commerciële verslavingskliniek Mountain Top Holding bv, de moedermaatschappij van de afkickklinieken van Keith Bakker.

### Veroordeling voor seksueel misbruik, vanaf 2010
Eind 2010 verscheen in De Telegraaf en in RTL Boulevard een reportage van onder anderen John van den Heuvel waarin Bakker werd beschuldigd van seksueel misbruik van aan zijn zorg toevertrouwde cliënten uit de verslavingskliniek. Minstens zes vrouwelijke voormalige cliënten van Bakker deden aangifte tegen hem. Hij zou hen seksueel misbruikt hebben tijdens een therapeutische relatie. In een interview met de Volkskrant beschuldigde Steven Noel-Hill, die als therapeut met Bakker samenwerkte in zijn kliniek Smith & Jones, Bakker ervan met meerdere cliëntes seksueel contact te hebben gehad.
Naar aanleiding van de beschuldigingen maakte de NCRV op 10 december 2010 bekend het derde seizoen van Bakkers programma Family Matters, dat die maand zou starten, niet uit te zenden.
Na onderzoek door de zedenpolitie werd Bakker op 26 april 2011 gearresteerd en in voorlopige hechtenis genomen. Zijn voorarrest werd diverse malen verlengd en liep uiteindelijk door tot aan zijn veroordeling. Volgens het Openbaar Ministerie in Amsterdam waren er in totaal tien aangiftes gedaan tegen Bakker. Bakker zelf stelde dat hij in slechts één geval "bepaalde seksuele grenzen" had overschreden. Hij overwoog aangifte van laster te doen tegen de overige negen aanklaagsters maar zag hier uiteindelijk van af. Wel deed hij aangifte van smaad en laster tegen John van den Heuvel, Albert Verlinde, RTL Boulevard en De Telegraaf. Ook deed hij aangifte van bedreiging en poging tot afpersing tegen zijn ex-collega Steven Noel-Hill.
Op de eerste dag van de strafzaak, 23 maart 2012, bekende Bakker seksuele handelingen te hebben verricht met verscheidene ex-patiëntes, maar ontkende geslachtsgemeenschap te hebben gehad, teneinde hen niet met hiv te besmetten, en bestreed dat er sprake was van dwang. Hij zei dat seks voor hem de werking had van een verdovend middel. Op maandag 26 maart 2012 eiste het Openbaar Ministerie in Amsterdam zeven jaar gevangenisstraf tegen Bakker. Ook eiste het OM dat hem een beroepsverbod van tien jaar wordt opgelegd voor het werk van hulpverlener.
Op 20 april 2012 werd Bakker veroordeeld tot vijf jaar cel met aftrek van voorarrest. Ook mocht hij (conform de eis) tien jaar lang niet als hulpverlener actief zijn. De rechtbank achtte bewezen dat van de negen aanklachten van seksueel misbruik er zeven gegrond waren en dat er in drie van die gevallen ook sprake was geweest van verkrachting. Niet omdat Bakker fysieke dwang had toegepast, maar vooral omdat hij zijn machtsoverwicht - een groot leeftijdsverschil en zijn positie als therapeut - had benut. Kort daarna, op 1 mei, kwam een verklaring van Bakker naar buiten waarin hij bekendmaakte van hoger beroep af te zien. Wel bleef hij erbij dat de veroordeling voor verkrachting onterecht was. In september 2014 kwam Bakker vrij.

### Vrijlating en nieuwe veroordeling, vanaf 2014
Bakker ging zich na zijn vrijlating richten op het motiveren van verslaafde mannen, onder meer via seminars, om 'een beter mens' te worden. Hij deed dit in overleg met het OM en de reclassering, omdat hem tot 2022 is verboden als hulpverlener in de geestelijke of gezondheidszorg actief te zijn.
Ook heeft hij de 'Keith Bakker Foundation' opgericht. Deze stichting heeft onder andere het 'Bajes to Business' en 'The Goliath Project' opgezet. Hiermee beoogde hij zich sterk te maken voor (ex-)gedetineerden.
Op 23 april 2018 zond BNNVARA de documentaire Jolene uit, waarin Bakkers rol als stiefvader van hoofdpersoon Jolene Niedick een prominente plek heeft.
Op 28 september 2019 werd bekendgemaakt dat Bakker wederom werd beschuldigd van een zedendelict, alsmede het overtreden van zijn beroepsverbod. Bakker ontkende alle aantijgingen en vermoedde dat de beschuldigingen uit de richting kwamen van zijn ex-vriendin waarmee hij een jaar lang een geheime relatie zou hebben gehad. Hij beweerde dat zij ten tijde van de relatie 18 jaar was.
Op 30 september publiceerde Bakker een controversieel ruim 140 pagina’s tellende verklaring, met als titel: ‘The inconvenient truth’, waarin hij onder andere intieme chatsessies deelde tussen hem en de aangeefster, alsmede een brief van de aangeefster die zij stuurde naar zijn toenmalige advocaat. Hieruit zou volgens Bakker blijken dat hun gevoelens geheel wederzijds waren en dat hij niets te verbergen heeft.
Op 1 oktober meldde Bakker zich op het politiebureau aan de Amsterdamse Elandsgracht. Hij werd gedwongen mee te werken aan psychisch onderzoek in het Pieter Baan Centrum door de rechter. De rechtbank vond dat hij dat tot nu toe onvoldoende deed en wilde dat er meer duidelijkheid kwam over wie Bakker precies was, mocht het seksueel misbruik worden bewezen. Op 17 februari 2021 begon een nieuwe zaak tegen Bakker wegens seksueel misbruik van een minderjarige. De eis was zes jaar cel en tbs met dwangverpleging. Op 3 maart 2021 werd Bakker veroordeeld tot 4,5 jaar celstraf. Het verzoek om tbs is door de rechter afgewezen. Ook werd hij veroordeeld tot het terugbetalen van de inkomsten die hij verkreeg door het overtreden van het aan hem eerder opgelegde beroepsverbod.

### Strafvermindering en vrijlating na hoger beroep (2022)
Bakker tekende hoger beroep aan tegen het vonnis dat in 2021 tegen hem was ingesteld. Het hof achtte ontucht wel bewezen, maar verkrachting niet, en zette zijn celstraf van 4,5 jaar om in 18 maanden. Dit had als gevolg dat hij op 13 juli 2022 direct vrijkwam.

### Overlijden
Keith Bakker overleed in 2025 op 64-jarige leeftijd aan hartfalen.